# Juan José Linz
Juan José Linz, född 24 december 1926, död 1 oktober 2013, var en spansk sociolog och statsvetare. Han hade titeln Sterling Professor Emeritus i Sociologi och statsvetenskap på Yale University och var hedersmedlem i det Vetenskapliga Rådet på Juan March Institutet. Han är mest känd för sina teorier om totalitära och auktoritära regeringssystem.

## Biografi
Linz föddes i Bonn, Tyskland. Hans mamma, som är av spanskt ursprung, återvände till Spanien år 1932. År 1961 tog han examen i juridik och stadtsvetenskap från Universidad Complutense de Madrid. Han tog sin doktorsexamen i sociologi från Columbia University i USA och blev år 1961 professor där. Efter en kort vistelse i Spanien i syfte att hjälpa till att skapa kurser till det nya Autonoma Universitetet i Madrid återvände han till USA där han år 1968 blev professor på Yale University.
Utöver sitt arbete med regeringssystem gjorde han omfattande forskning angående nedbrytning av demokrati och övergången tillbaka till en demokratisk regim. Han är författare till många verk rörande ämnet, till exempel Problems of Democratic Transition and Consolidation: Southern Europe, South America, and Post-Communist Europe (Johns Hopkins Universitetstryckeri, 1996, medförfattad med Alfred Stepan), hans växande verk Totalitarian and Authoritarian Regimes (Rienner, 2000), och hans inflytelserika uppsats 'The Perils of Presidentialism'.
Linz tog emot Prinsessan av Asturiens pris för samhällsvetenskap (1987), Skytteanska priset (1996), och Karl Deutsch-priset (2003), men även flera hedersdoktorater från ett flertal europeiska universitet.
Han dog vid 86 års ålder i New Haven, Connecticut.